# حنيطة
حنيطة أو صميماء واسمها العلمي (Schismus arabicus) وهي حشيشة حولية من الفصيلة النجيلية، يصل طول سيقانها إلى 16 سم.

## الانتشار
تتواجد النبته في آسيا وشمال أفريقيا وشبه الجزيرة العربية.